# Bogdan Uritescu
Bogdan Uritescu (n. 10 octombrie, 1967, Brăila) este actor de film, voce și teatru, precum și prezentator de emisiuni de televiziune român.

## Biografie
A studiat la Academia de teatru și film București. Este cunoscut pentru rolurile sale în filme de acțiune. Este fiul actorului Valentin Uritescu.
Bogdan Uritescu este prezentator la emisiunea Digi Animal Club pe programul Digi Animal World.

## Filmografie
- Harababura (1991)
- Furia (2002) - actor / coordonator cascade
- Milionari de weekend (2004) - actor/ cascador / coordonator cascade

- Bunraku (2010)
- Second in Command(2006)-Scar
- Cerberus / Paznic de temut (2005) - Max
- The Marksman / Tragator de elita (2005)
- Haute tension / Înaltă tensiune (2003) - Jandarmul
- Amen. / Amen (2002) - Sergent francez
- Anaconda 3
- Leapin' Leprechauns! (1995)
- Ochii care nu se văd (1994)
- Pepe & Fifi / Pepe și Fifi (1994)
- Balanța (1992)
- Innebunesc si-mi pare rau (1992)
- Fără lumini de poziție
- The detonator
- Al patrulea gard langa debarcader (1985)

## Dublaj
SpongeBob Pantaloni Pătrați - Patrick Stea (sezoanele 1 și 2)

## Teatru
- Mincinosul - după Carlo Goldoni, regia de Toma Enache[3]